# Moáuia I

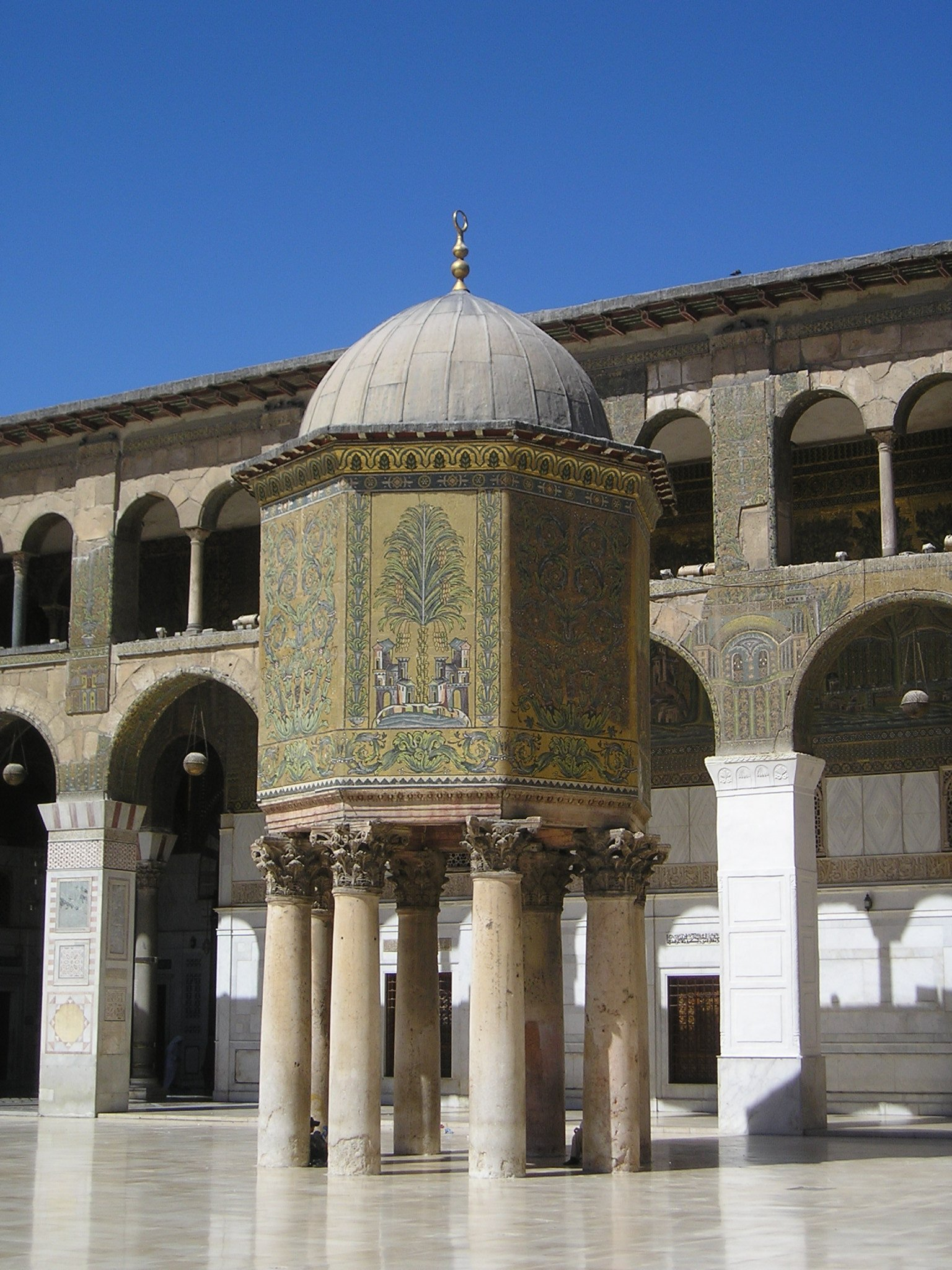
Domo do Tesouro na Mesquita dos Omíadas, em Damasco

Moáuia I, nascido Moáuia ibne Abi Sufiane (em árabe: معاوية بن أبي سفيان; romaniz.: Mu'āwiya ibn Abī Sufyān; c. 597, 603 ou 605 - abril de 680) foi o fundador e primeiro califa do Califado Omíada, servindo de 661 até sua morte. Tornou-se califa menos de trinta anos após a morte do profeta islâmico Maomé e imediatamente após os quatro califas ortodoxos. Ao contrário de seus predecessores, que foram próximos e/ou os primeiros companheiros de Maomé, Moáuia foi um seguidor relativamente tardio do profeta.
Moáuia e seu pai Abu Sufiane se opuseram a Maomé, seu distante parente coraixita e mais tarde cunhado de Moáuia, até que Maomé capturou Meca em 630. Depois, Moáuia se tornou um dos escribas de Maomé. Foi nomeado pelo califa Abacar (r. 632–634) como vice-comandante na conquista da Síria. Subiu na hierarquia nos tempos do califado de Omar (r. 634–644) até se tornar governador da Síria durante o reinado de seu parente omíada, o califa Otomão (r. 644–656). Aliou-se à poderosa tribo dos calbitas da província, desenvolveu as defesas de suas cidades costeiras e dirigiu o esforço de guerra contra o Império Bizantino, incluindo as primeiras campanhas navais muçulmanas. Em resposta ao assassinato de Otomão em 656, assumiu a causa de vingar o califa e se opôs a seu sucessor, Ali. Durante a Primeira Guerra Civil Muçulmana, os dois levaram seus exércitos a um impasse na Batalha de Sifim em 657, levando a uma série fracassada de negociações de arbitragem para resolver a disputa. Depois, Moáuia ganhou reconhecimento como califa por seus partidários sírios e seu aliado Anre ibne Alas, que conquistou o Egito do governador de Ali em 658. Após o assassinato de Ali em 661, Moáuia obrigou o filho e sucessor de Ali, Haçane, a abdicar e a suserania de Moáuia foi reconhecida em todo o califado.
Internamente, Moáuia dependia de tribos árabes sírias leais e da burocracia síria dominada pelos cristãos. É creditado com o estabelecimento de departamentos governamentais responsáveis pela rota postal, correspondência e chancelaria. Foi o primeiro califa cujo nome apareceu em moedas, inscrições ou documentos do nascente império islâmico. Externamente, utilizou suas tropas em ataques terrestres e marítimos quase anuais contra os bizantinos, incluindo um cerco fracassado de Constantinopla, embora a maré tenha se virado contra os árabes no final de seu reinado e tenha pedido uma trégua. No Iraque e nas províncias orientais, delegou autoridade aos poderosos governadores Muguira e Ziade ibne Abi Sufiane, o último dos quais adotou controversamente como seu irmão. Sob a direção de Moáuia, a conquista muçulmana da Ifríquia (centro do norte da África) foi lançada pelo comandante Uqueba ibne Nafi em 670, enquanto as conquistas no Coração e Sijistão, na fronteira oriental, foram retomadas.
Embora Moáuia tenha confinado a influência do omíada ao governo de Medina, nomeou seu próprio filho, Iázide I, como seu sucessor. Foi um movimento sem precedentes na política islâmica e a oposição a ela por líderes muçulmanos proeminentes, incluindo o filho de Ali, Huceine, e Abedalá ibne Zobair, persistiu após a morte de Moáuia, culminando na Segunda Guerra Civil Muçulmana. Embora haja considerável admiração por Moáuia nas fontes contemporâneas, foi criticado por não ter a justiça e piedade dos califas ortodoxos e por transformar o cargo do califado em uma realeza. Além dessas críticas, a tradição muçulmana sunita o homenageia como companheiro de Maomé e escriba da revelação do Alcorão. No islamismo xiita, é insultado por se opor a Ali, acusado de envenenar seu filho Haçane, e é tido como tendo aceitado o islamismo sem convicção.

## Vida

### Origem e primeiros anos
O ano de nascimento de Moáuia é incerto, com 597, 603 ou 605 citados pelas primeiras fontes islâmicas. Seu pai Abu Sufiane ibne Harbe era um proeminente comerciante de Meca que liderou caravanas de comércio à Síria, então parte do Império Bizantino. Emergiu como o líder do clã politeísta coraixita Banu Abde Xemece, a tribo dominante de Meca, durante os estágios iniciais do conflito dos coraixitas com o profeta islâmico Maomé. Este último também veio dos coraixitas e era parente distante de Moáuia através de seu ancestral paterno comum, Abde Manafe ibne Cuçai. A mãe de Moáuia, Hinde binte Utba, também era membro dos Banu Abde Xemece.
Em 624, Maomé e seus seguidores tentaram interceptar uma caravana de Meca liderada pelo pai de Moáuia em seu retorno da Síria, levando Abu Sufiane a pedir reforços. O exército de socorro coraixita foi derrotado na Batalha de Badre que se seguiu, na qual o irmão mais velho de Moáuia, Hanzala, e seu avô materno, Utba ibne Rabia, foram mortos. Abu Sufiane substituiu o líder morto do exército de Meca, Abu Jal, e liderou os habitantes de Meca à vitória contra os muçulmanos na Batalha de Uude em 625. Após seu cerco abortado de Maomé em Medina na Batalha da Trincheira em 627, perdeu sua posição de liderança entre os coraixitas.
O pai de Moáuia não participou das negociações de trégua em Hudaibia entre os coraixitas e Maomé em 628. No ano seguinte, Maomé casou-se com a irmã viúva de Moáuia, Um Habiba, que havia abraçado o Islão quinze anos antes. O casamento pode ter reduzido a hostilidade de Abu Sufiane em relação a Maomé e Abu Sufiane negociou com ele em Medina em 630 depois que confederados dos coraixitas violaram a trégua de Hudaibia. Quando Maomé capturou Meca em 630, Moáuia, seu pai e seu irmão mais velho Iázide abraçaram o Islão. De acordo com relatos citados pelos primeiros historiadores muçulmanos Albaladuri e ibne Hajar de Ascalão, Moáuia secretamente se tornou um muçulmano desde a época das negociações de Hudaibia. Em 632, a autoridade muçulmana estendeu-se por toda a Arábia com Medina como sede do governo. Como parte dos esforços de Maomé para se reconciliar com os coraixitas, Moáuia foi feito um de seus catibes (escribas), sendo um dos dezessete membros alfabetizados dos coraixitas naquela época. Abu Sufiane mudou-se para Medina para manter sua recém-descoberta influência na nascente comunidade muçulmana.

### Governo da Síria

#### Carreira militar inicial e promoções administrativas

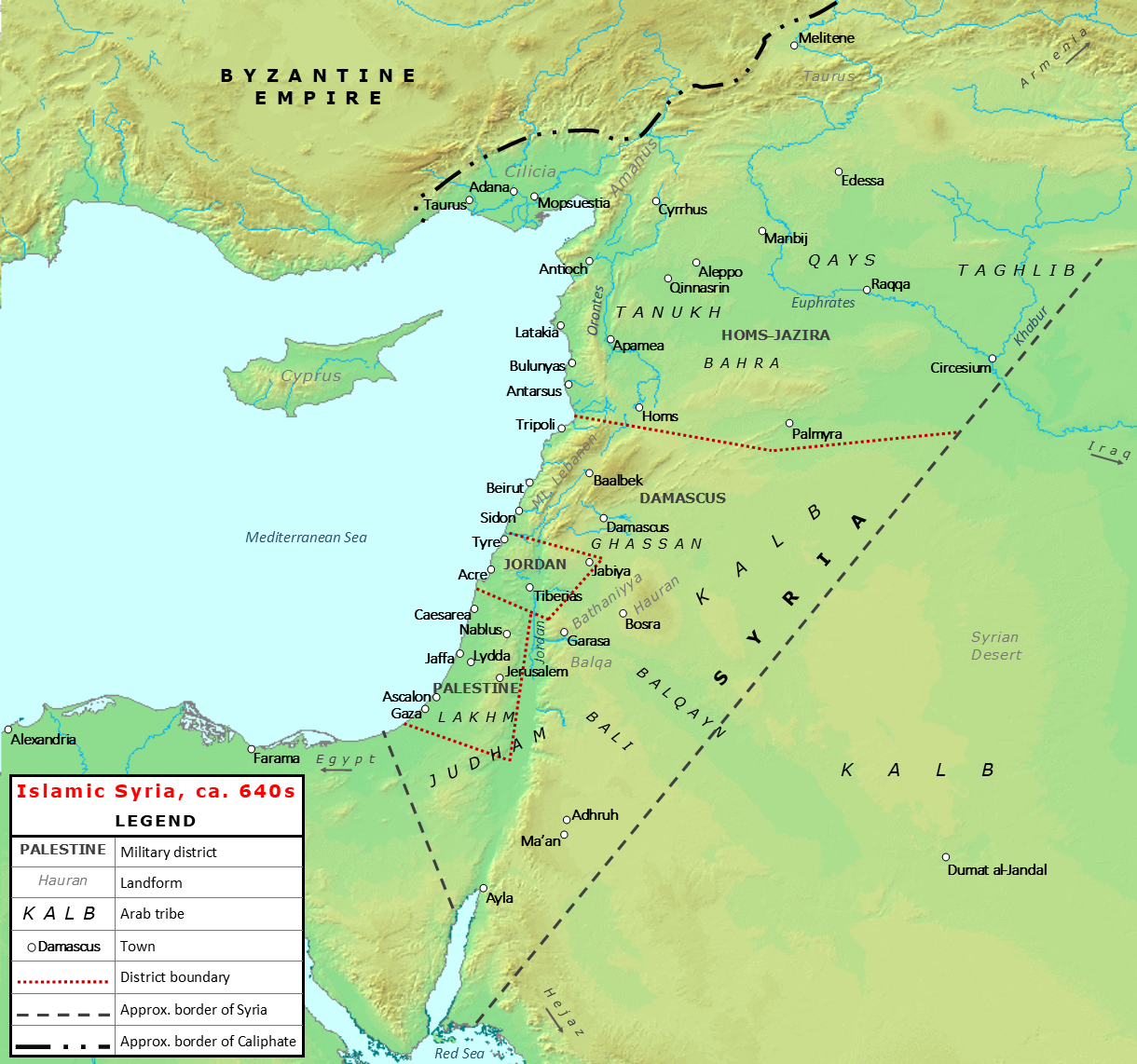
Síria nos anos 640

Após a morte de Maomé em 632, Abacar tornou-se califa (líder da comunidade muçulmana). Ele e seus sucessores Omar, Otomão e Ali são frequentemente conhecidos como califas raxiduns ("corretamente guiados" ou "ortodoxos") para distingui-los de Moáuia e seus sucessores dinásticos omíadas. Tendo que enfrentar desafios à sua liderança dos Ansares, os nativos de Medina que forneceram a Maomé refúgio seguro de seus antigos oponentes de Meca e as deserções em massa de várias tribos árabes, Abacar estendeu a mão para os coraixitas, particularmente seus dois clãs mais fortes, os maquezumitas e Banu Abde Xemece, para reforçar o apoio ao califado. Entre os coraixitas que nomeou para suprimir as tribos árabes rebeldes durante as Guerras Rida (632–633) estava o irmão de Moáuia, Iázide. Depois, foi despachado como um dos quatro comandantes encarregados da conquista muçulmana da Síria bizantina em c. 634. O califa nomeou Moáuia comandante da vanguarda de Iázide. Através dessas nomeações, Abacar deu à família de Abu Sufiane uma participação na conquista da Síria, onde Abu Sufiane já possuía propriedades nas proximidades de Damasco.
O sucessor de Abacar, Omar (r. 634–644), nomeou um dos principais companheiros de Maomé, Abu Ubaidá ibne Aljarrá, como comandante geral do exército muçulmano na Síria em 636 após a derrota dos bizantinos na Batalha de Jarmuque, que abriu o caminho à conquista do resto da Síria. Moáuia estava entre as tropas árabes que entraram em Jerusalém com Omar em 637. Depois, Moáuia e Iázide foram despachados por Abu Ubaidá para conquistar as cidades costeiras de Sidom, Beirute e Biblos. Após a morte de Abu Ubaidá na Praga de Emaús em 639, Omar dividiu o comando da Síria, nomeando Iázide como governador dos distritos militares de Damasco, Jordânia e Palestina, e o comandante veterano Iade ibne Ganme governador de Homs e Jazira (Mesopotâmia Superior). Quando Iázide sucumbiu à praga no final daquele ano, Omar nomeou Moáuia o governador militar e fiscal de Damasco, e possivelmente da Jordânia também. Em 640 ou 641, Moáuia capturou Cesareia Marítima, a capital distrital da Palestina bizantina, e depois capturou Ascalão, completando a conquista muçulmana da Palestina. Já em 640 ou 641, pode ter liderado uma campanha contra a Cilícia e seguiu para Euceta, nas profundezas da Anatólia bizantina. Em 644, liderou uma incursão contra a cidade anatólia de Amório.
As sucessivas promoções dos filhos de Abu Sufiane contradiziam os esforços de Omar para reduzir a influência da aristocracia coraixita no Estado muçulmano em favor dos primeiros convertidos muçulmanos (ou seja, os grupos Muhajirun e Ansar). Segundo o historiador Leone Caetani, este tratamento excepcional resultou do respeito pessoal de Omar pelos omíadas, o ramo dos Banu Abde Xemece ao qual Moáuia pertencia. Isso é posto em dúvida pelo historiador Wilferd Madelung, que supõe que Omar tinha pouca escolha, devido à falta de uma alternativa adequada a Moáuia na Síria e à praga em curso na região, que impedia o envio de comandantes mais preferíveis a Omar de Medina. Seja como for, com a ascensão do califa Otomão (r. 644–656), o governo de Moáuia foi ampliado para incluir a Palestina, enquanto um companheiro de Maomé, Omair ibne Sade Alançari, foi confirmado como governador do distrito de Homs-Jazira. No final de 646 ou início de 647, Otomão anexou o distrito de Homs-Jazira ao governo sírio de Moáuia, aumentando grandemente a mão de obra militar à sua disposição.

#### Consolidação do poder local
Durante o reinado de Otomão, aliou-se aos calbitas, a tribo predominante na estepe síria que se estendia desde o oásis de Dumate Aljandal no sul até as proximidades de Palmira e o principal componente da confederação cudaíta presente em toda a Síria. Medina consistentemente cortejou os calbitas, que permaneceram principalmente neutros durante as guerras árabo-bizantinas, particularmente depois que as súplicas do governo central aos principais aliados árabes dos bizantinos, os cristãos gassânidas, foram rejeitadas. Antes do advento do Islão na Síria, os calbitas e os cudaítas, há muito sob a influência da cultura greco-aramaica e da Igreja monofisista, serviram ao Império Bizantino como subordinados de seus reis clientes gassânidas para proteger a fronteira síria contra invasões do Império Sassânida e os clientes árabes deste último, os lacmidas. No momento em que os muçulmanos entraram na Síria, os calbitas e os cudaítas haviam acumulado uma experiência militar significativa e estavam acostumados à ordem hierárquica e à obediência militar. Para aproveitar sua força e, assim, garantir sua posição na Síria, Moáuia consolidou laços com a casa governante calbita, o clã de Badal ibne Unaife, ao desposar a filha deste último, Maiçum, em cerca de 650. Também esteve casado com a prima paterna de Maiçum, Naila binte Omara, por um curto período.
A dependência de Moáuia nas tribos árabes sírias nativas foi agravada pelo pesado tributo infligido às tropas muçulmanas na Síria pela praga de Emaús, que fez com que o número de tropas diminuísse de 24 mil em 637 para quatro mil em 639. Além disso, o foco da migração tribal árabe foi à frente sassânida no Iraque. Moáuia supervisionou uma política de recrutamento liberal que resultou em um número considerável de tribos cristãs e camponeses da fronteira preenchendo as fileiras de suas forças regulares e auxiliares. De fato, os tanuquitas cristãos e o misto muçulmano-cristão dos taitas faziam parte de seu exército no norte da Síria. Para ajudar a pagar por suas tropas, solicitou e recebeu de Otomão a posse das abundantes e produtivas terras da coroa bizantina na Síria, que foram previamente designadas por Omar como propriedade comunal para o exército muçulmano.
Embora a população cristã rural de língua aramaica da Síria permanecesse praticamente intacta, a conquista muçulmana causou uma fuga em massa de cristãos gregos urbanos de Damasco, Alepo, Lataquia e Trípoli para o território bizantino, enquanto aqueles que permaneceram mantiveram simpatias pró-bizantinas. Em contraste com as outras regiões conquistadas do califado, onde novas cidades de guarnição foram estabelecidas para abrigar tropas muçulmanas e sua administração, na Síria as tropas se estabeleceram em cidades existentes, incluindo Damasco, Homs, Jerusalém, Tiberíades, Alepo e Quinacerim. Moáuia restaurou, repovoou e guarneceu as cidades costeiras de Antioquia, Balda, Tartus, Maraquia e Banias. Em Trípoli, estabeleceu um número significativo de judeus, enquanto enviou para Homs, Antioquia e Balbeque remanescentes persas da ocupação sassânida da Síria bizantina no início do século VII. Sob a direção de Otomão, Moáuia estabeleceu grupos das tribos nômades tamimitas, assaditas e caicitas em áreas ao norte do Eufrates nas proximidades de Raca.

#### Campanhas navais contra o Império Bizantino e conquista da Armênia
Moáuia iniciou as campanhas navais árabes contra os bizantinos no Mediterrâneo Oriental, requisitando os portos de Trípoli, Beirute, Tiro, Acre e Jafa. Omar rejeitou o pedido de Moáuia para lançar uma invasão naval do Chipre, citando preocupações sobre a segurança das forças muçulmanas no mar, mas Otomão permitiu que iniciasse a campanha em 647, depois de recusar um pedido anterior. O raciocínio de Moáuia era que a ilha dominada pelos bizantinos representava uma ameaça às posições árabes ao longo da costa síria e que poderia ser facilmente neutralizada. O ano exato do ataque não é claro, com as primeiras fontes árabes fornecendo um intervalo entre 647 e 650, enquanto duas inscrições gregas na vila cipriota de Solos citam dois ataques lançados entre 648 e 650. De acordo com os historiadores do século IX Albaladuri e Califa ibne Caiate, Moáuia liderou o ataque pessoalmente acompanhado por sua esposa, Catua binte Caraza ibne Abde Anre do coraixita Banu Naufal, ao lado do comandante Ubadá ibne Açamite. Catua morreu na ilha e em algum momento Moáuia se casou com sua irmã Faquita. Em uma narrativa diferente das primeiras fontes muçulmanas, o ataque foi conduzido pelo almirante de Moáuia, Abedalá ibne Cais, que desembarcou em Salamina antes de ocupar a ilha. Em ambos os casos, os cipriotas foram obrigados a pagar um tributo igual ao que haviam pago aos bizantinos. Moáuia estabeleceu uma guarnição e uma mesquita para manter a influência do califado na ilha, que se tornou uma plataforma para os árabes e os bizantinos lançarem ataques contra os territórios uns dos outros. Os habitantes de Chipre foram largamente deixados à própria sorte e evidências arqueológicas indicam prosperidade ininterrupta durante este período.
O domínio do Mediterrâneo Oriental permitiu que as forças navais de Moáuia atacassem Creta e Rodes em 653. A partir do ataque a Rodes, remeteu despojos de guerra significativos para Otomão. Em 654 ou 655, uma expedição naval conjunta lançada de Alexandria, Egito e os portos da Síria derrotou uma frota bizantina comandada pelo imperador Constante II (r. 641–668) na costa da Lícia na Batalha dos Mastros. Constantino II foi forçado a navegar à Sicília, abrindo caminho para um mal sucedido ataque naval árabe a Constantinopla. Os árabes eram comandados pelo governador do Egito, Abedalá ibne Saade, ou pelo tenente de Moáuia, Abulatar. Enquanto isso, após duas tentativas anteriores dos árabes de conquistar a Armênia, a terceira tentativa em 650 terminou com uma trégua de três anos alcançada entre Moáuia e o emissário bizantino Procópio em Damasco. Em 653, Moáuia recebeu a submissão do líder armênio Teodoro Restúnio, que o imperador praticamente admitiu quando se retirou da Armênia naquele ano. Em 655, o tenente-comandante de Moáuia, Habibe ibne Maslama Alfiri, capturou Teodosiópolis e deportou Restúnio à Síria, solidificando o domínio árabe sobre a Armênia.

### Primeira Fitna
O domínio de Moáuia era geralmente imune ao crescente descontentamento prevalecente em Medina, Egito e Cufa contra as políticas de Otomão na década de 650. A exceção foi Abu Dar Alguifari, que havia sido enviado a Damasco por condenar abertamente o enriquecimento de seus parentes por Otomão. Ele criticou as somas generosas que Moáuia investiu na construção de sua residência em Damasco, o Palácio Cadra, levando Moáuia a expulsá-lo. O confisco de terras da coroa no Iraque por Otomão e seu suposto nepotismo levaram os coraixitas e as elites despossuídas de Cufa e Egito a se oporem ao califa. Otomão pediu ajuda de Moáuia quando rebeldes do Egito sitiaram sua casa em junho de 656. Moáuia despachou um exército de socorro para Medina, mas se retirou em Uádi Alcura quando chegaram a notícia da morte do califa. Ali, primo e genro de Maomé, foi reconhecido como califa em Medina. Moáuia negou fidelidade a Ali e, segundo alguns relatos, este último o depôs enviando seu próprio governador à Síria, a quem foi negada a entrada na província por Moáuia. Isso é rejeitado por Madelung, segundo o qual não existiam relações formais entre o califa e o governador da Síria por sete meses a partir da data da eleição de Ali.
Logo depois de se tornar califa, Ali se opôs a grande parte dos coraixitas liderados por Zobair e Talha, ambos companheiros proeminentes de Maomé, e a esposa de Maomé Aixa, que temia a perda de sua própria influência sob Ali. A guerra civil que se seguiu ficou conhecida como a Primeira Fitna. Ali derrotou o triunvirato perto de Baçorá na Batalha do Camelo, que terminou com a morte de Zobair e Talha, ambos potenciais candidatos ao califado, e a aposentadoria de Aixa para Medina. Com sua posição segura no Iraque, Egito e Arábia, Ali voltou sua atenção para Moáuia. Ao contrário dos outros governadores provinciais, Moáuia tinha uma base de poder forte e leal, exigia vingança pela morte de seu parente omíada Otomão, e não podia ser facilmente substituído. Neste ponto, Moáuia ainda não reivindicou o califado e seu principal objetivo era manter o poder na Síria.

#### Preparativos para a guerra
A vitória de Ali em Baçorá deixou Moáuia vulnerável, seu território encravado entre as forças de Ali no Iraque e no Egito, enquanto a guerra com os bizantinos continuava no norte. Em 657 ou 658, garantiu sua fronteira norte com o Império Bizantino fazendo uma trégua com o imperador, permitindo-lhe concentrar a maior parte de suas tropas na batalha iminente com o califa. Depois de não conseguir a deserção do governador do Egito, Cais ibne Sade, resolveu acabar com a hostilidade da família omíada contra Anre ibne Alas, o conquistador e ex-governador do Egito, a quem acusaram de envolvimento na morte de Otomão. Moáuia e Anre, que era popular entre as tropas árabes do Egito, fizeram um pacto pelo qual este último se juntou à coalizão contra Ali e Moáuia concordou publicamente em instalar Anre como governador vitalício do Egito caso destituíssem o indicado de Ali.
Embora tivesse o apoio firme do calbitas, para escorar o resto de sua base na Síria, Moáuia foi aconselhado por seu parente Ualide ibne Uqueba a garantir uma aliança com as tribos iemenitas de himiaritas, quinditas e handanitas, que dominaram coletivamente a guarnição de Homs. Empregou o comandante veterano e nobre quindita Xurabil ibne Assimete Alquindi, que era amplamente respeitado na Síria, para reunir os iemenitas ao seu lado. Então conseguiu o apoio do líder tribal dominante da Palestina, o chefe judamita, Natil ibne Cais, permitindo que o confisco do tesouro do distrito por este último ficasse impune. Os esforços deram frutos e as demandas de guerra contra Ali cresceram em todo o domínio de Moáuia. Quando Ali enviou a Moáuia seu emissário, o veterano comandante e chefe dos bajilas, Jarir ibne Abedalá, o governador respondeu com uma carta que equivalia a uma declaração de guerra contra o califa, cuja legitimidade ele se recusou a reconhecer.

### Batalha de Sifim e arbitragem
Na primeira semana de junho de 657, os exércitos de Moáuia e Ali se encontraram em Sifim perto de Raca e se envolveram em dias de escaramuças interrompidos por uma trégua de um mês em 19 de junho. Durante a trégua, Moáuia despachou uma embaixada liderada por Habibe ibne Maslama, que apresentou a Ali um ultimato para entregar os supostos assassinos de Otomão, abdicar e permitir que um xura (conselho consultivo) decidisse o califado. Ali rejeitou os emissários de Moáuia e em 18 de julho declarou que os sírios permaneciam obstinados em sua recusa em reconhecer sua soberania. No dia seguinte, seguiu-se uma semana de duelos entre os principais comandantes de Ali e Moáuia. A principal batalha entre os dois exércitos começou em 26 de julho. Enquanto as tropas de Ali avançavam em direção à tenda de Moáuia, o governador da Síria ordenou que suas tropas de elite avançassem e eles derrotaram os iraquianos antes que a maré virasse contra os sírios no dia seguinte com a morte de dois dos principais comandantes de Moáuia, Ubaide Alá, um filho do califa Omar, e Du Alcala Samaifa, o chamado 'rei de Himiar'.
Moáuia rejeitou as sugestões de seus conselheiros para confrontar Ali em um duelo e acabar definitivamente com as hostilidades. A batalha culminou na chamada 'Noite do Clamor' em 28 de julho, que viu as forças de Ali tirarem vantagem de uma melê com o número de mortos aumentando em ambos os lados. De acordo com o relato do estudioso Azuri (falecido em 742), isso levou Anre ibne Alas a aconselhar Moáuia na manhã seguinte para que vários de seus homens amarrassem folhas do Alcorão em suas lanças em um apelo aos iraquianos para resolver o conflito através de consulta. De acordo com o estudioso Alxabi (falecido em 723), Alaxate ibne Cais, que estava no exército de Ali, expressou seus temores de ataques bizantinos e persas se os muçulmanos se esgotassem na guerra civil. Ao receber a informação disso, Moáuia ordenou o levantamento das folhas do Alcorão. Embora este ato representasse uma espécie de rendição, pois Moáuia abandonou, pelo menos temporariamente, sua insistência anterior em resolver a disputa com Ali militarmente e perseguir os assassinos de Otomão no Iraque, teve o efeito de semear discórdia e incerteza nas fileiras de Ali.
O califa aderiu à vontade da maioria de seu exército e aceitou a proposta de arbitragem. Além disso, concordou com a exigência de Anre, ou Moáuia, de omitir seu título formal, miramolim (comandante dos fiéis, o título tradicional de um califa), do documento inicial de arbitragem. De acordo com o historiador Hugh N. Kennedy, o acordo forçou Ali "a lidar com Moáuia em termos iguais e abandonar seu direito incontestável de liderar a comunidade". Madelung afirma que "deu a Moáuia uma vitória moral" antes de induzir uma "divisão desastrosa nas fileiras dos homens de Ali". De fato, após o retorno de Ali à sua capital Cufa em setembro de 658, um grande segmento de suas tropas que se opuseram à arbitragem desertou, inaugurando o movimento carijita.
O acordo inicial adiou a arbitragem para uma data posterior. As informações nas primeiras fontes muçulmanas sobre a hora, local e resultado da arbitragem são contraditórias, mas provavelmente houve duas reuniões entre os respectivos representantes de Moáuia e Ali, Anre e Abu Muça Alaxari, a primeira em Dumate Aljandal e o último em Adru. Ali abandonou a arbitragem após a primeira reunião em que Abu Muça — que, ao contrário de Anre, não estava particularmente ligado à causa principal — aceitou a alegação do lado sírio de que Otomão foi morto injustamente, um veredicto ao qual Ali se opôs. A reunião final em Adru, que havia sido convocada a pedido de Moáuia, fracassou, mas então Moáuia emergiu como um dos principais candidatos ao califado.

### Reivindicação do califado e recomeço das hostilidades

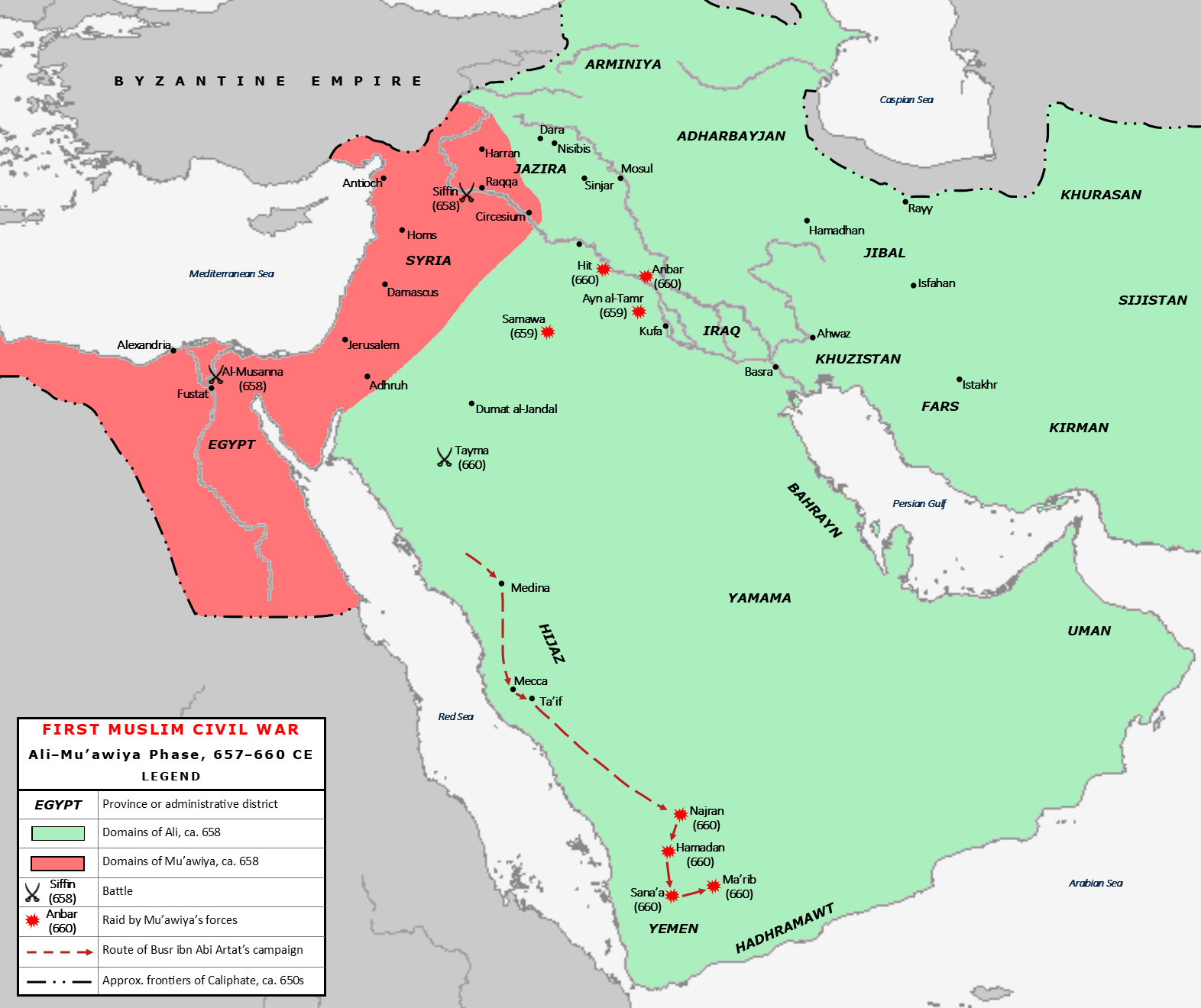
Califado Ortodoxo entre 657-660

Após o colapso das negociações de arbitragem, Anre e os delegados sírios retornaram a Damasco, onde saudaram Moáuia como miramolim, sinalizando seu reconhecimento como califa. Em abril ou maio de 658, recebeu uma promessa geral de fidelidade dos sírios. Em resposta, Ali interrompeu as comunicações com Moáuia, mobilizou-se para a guerra e invocou uma maldição contra ele e seu séquito próximo como um ritual nas orações da manhã. Moáuia retribuiu na mesma moeda contra Ali e seus apoiadores mais próximos em seu próprio domínio.
Em julho, Moáuia despachou um exército sob o comando de Anre para o Egito após um pedido de intervenção de amotinados pró-Otomão na província que estavam sendo reprimidos pelo governador, filho do califa Abacar e enteado de Ali, Maomé. As tropas deste último foram derrotadas pelas forças de Anre, a capital provincial Fostate foi capturada e Maomé foi executado por ordem de Maomé ibne Hudaije, líder dos rebeldes pró-Otomão. A perda do Egito foi um grande golpe para a autoridade de Ali, que estava atolado lutando contra desertores carijitas no Iraque e cujo domínio em Baçorá e nas dependências do leste e do sul do Iraque estava se desgastando. Embora sua posição estivesse fortalecida, Moáuia se absteve de lançar um ataque direto contra Ali. Em vez disso, sua estratégia era subornar os chefes tribais do exército de Ali para o seu lado e assediar os habitantes ao longo da fronteira ocidental do Iraque. O primeiro ataque foi conduzido por Daaque ibne Cais Alfiri contra nômades e peregrinos muçulmanos no deserto a oeste de Cufa. Isto foi seguido pelo ataque abortado de Numane ibne Baxir Alançari em Aim Atanre e então, no verão de 660, os ataques bem sucedidos de Sufiane ibne Aufe contra Hite e Ambar.
Em 659 ou 660, Moáuia expandiu as operações para o Hejaz (Arábia Ocidental, onde Meca e Medina estão localizadas), enviando Abedalá ibne Maçada Alfazari para coletar o imposto de esmolas e juramentos de fidelidade a Moáuia dos habitantes do oásis de Taima. Esta incursão inicial foi derrotada pelos cufanos, enquanto uma tentativa de obter juramentos de fidelidade dos coraixitas de Meca em abril de 660 também falhou. No verão, Moáuia despachou um grande exército sob o comando de Busre ibne Abi Artate para conquistar o Hejaz e o Iêmem. Instruiu Busre a intimidar os habitantes de Medina sem prejudicá-los, poupar os habitantes de Meca e matar qualquer pessoa no Iêmem que se recusasse a jurar lealdade. Busre avançou através de Medina, Meca e Taife, não encontrando resistência e ganhando o reconhecimento de Moáuia por essas cidades. No Iêmen, executou vários notáveis em Najrã e seus arredores por causa de críticas anteriores a Otomão ou laços com Ali, massacrou vários membros de tribos handanitas e moradores de Saná e Maribe. Antes que pudesse continuar sua campanha em Hadramaute, se retirou com a aproximação de uma força de socorro cufana. As notícias das ações de Busre na Arábia estimularam as tropas de Ali a apoiar sua campanha planejada contra Moáuia, mas a expedição foi abortada como resultado do assassinato de Ali por um carijita em janeiro de 661.

### Califado

#### Ascensão
Depois que Ali foi morto, Moáuia deixou Daaque ibne Cais no comando da Síria e liderou seu exército em direção a Cufa, onde o filho de Ali, Haçane, foi nomeado seu sucessor. Subornou com sucesso Ubaide Alá ibne Abas, o comandante da vanguarda de Haçane, para abandonar seu posto e enviou emissários para negociar com Haçane. Em troca de um acordo financeiro, Haçane abdicou e Moáuia entrou em Cufa em julho ou setembro de 661 e foi reconhecido como califa. Este ano é considerado por várias das primeiras fontes muçulmanas como 'o ano da unidade' e é geralmente considerado como o início do califado de Moáuia. Antes e/ou depois da morte de Ali, Moáuia recebeu juramentos de fidelidade em uma ou duas cerimônias formais em Jerusalém, a primeira no final de 660 ou início de 661 e a segunda em julho de 661. O geógrafo de Jerusalém do século X Mocadaci afirma que Moáuia desenvolveu uma mesquita originalmente construída pelo califa Omar no Monte do Templo, a precursora da Mesquita de al-Aqsa, e recebeu seus juramentos formais de fidelidade lá. De acordo com a mais antiga fonte existente sobre a ascensão dele em Jerusalém, as Crônicas Maronitas quase contemporâneas, compostas por um autor siríaco anônimo, recebeu as promessas dos chefes tribais e depois orou no Gólgota e no Túmulo da Virgem Maria. no Getsêmani, ambos adjacentes ao Monte do Templo. As Crônicas Maronitas também sustentam que "não usava uma coroa como outros reis do mundo".

#### Governo doméstico e administração

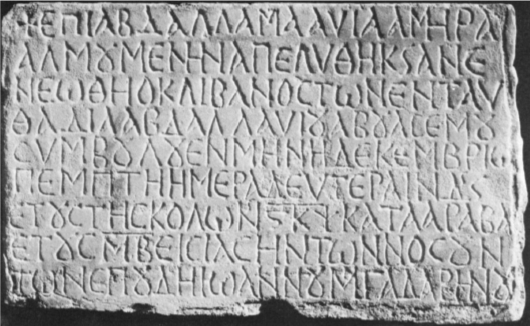
Uma inscrição grega creditando Moáuia por restaurar as instalações de banho da era romana em Hamate Gader em 663, a única atestação epigráfica do governo dele na Síria, o centro de seu califado

Há pouca informação nas primeiras fontes muçulmanas sobre o governo de Moáuia na Síria, o centro de seu califado. Estabeleceu sua corte em Damasco e transferiu o tesouro do califa para lá de Cufa. Confiou em sua tropa tribal síria, totalizando cerca de 100 mil homens, aumentando seu salário às custas das guarnições iraquianas, também de cerca de 100 mil soldados combinados. Os salários mais altos foram pagos de forma hereditária a dois mil nobres das tribos cudaítas e quinditas, os principais componentes de sua base de apoio, que receberam ainda o privilégio de consulta para todas as decisões importantes e o direito de vetar ou propor medidas. Os respectivos líderes dos cudaítas e quinditas, o chefe calbita ibne Badal e Xurabil ibne Assimete centrado em Homs, faziam parte de seu círculo interno sírio junto com os coraixitas Abderramão ibne Calide, filho do distinto comandante Calide ibne Ualide, e Daaque ibne Cais.
Moáuia é creditado pelas primeiras fontes muçulmanas por estabelecer divãs (departamentos governamentais) para correspondências (raçail), chancelaria (catã) e a rota postal (baride). De acordo com Tabari, após uma tentativa de assassinato do califa pelo carijita Alburaque ibne Abedalá enquanto ele estava orando na mesquita de Damasco em 661, Moáuia estabeleceu um haras (guarda pessoal) e xurta (tropas selecionadas) califais e a maqsura (área reservada) dentro das mesquitas. O tesouro do califa dependia em grande parte das receitas fiscais da Síria e da renda das terras da coroa que confiscou no Iraque e na Arábia. Também recebeu o quinto costumeiro do butim de guerra adquirido por seus comandantes durante as expedições. Na Jazira, Moáuia lidou com o influxo tribal, que abrangeu grupos previamente estabelecidos, como os soleimitas, recém-chegados das confederações modaritas e rebiaítas e refugiados da guerra civil de Cufa e Baçorá, destacando administrativamente o distrito militar de Quinacerim - Jazira de Homs, de acordo com o historiador do século VIII, Ceife ibne Omar. No entanto, Baladuri atribui essa mudança ao sucessor de Moáuia, Iázide I (r. 680–683).
A Síria manteve sua burocracia da era bizantina, que era composta por cristãos, incluindo o chefe da administração tributária, Sarjum ibne Almançor. Este último havia servido Moáuia na mesma capacidade antes de sua obtenção do califado, e o pai de Sarjum era o provável titular do cargo sob o imperador Heráclio (r. 610–641). Moáuia era tolerante com a maioria cristã nativa da Síria. Por sua vez, a comunidade estava geralmente satisfeita com seu governo, sob o qual suas condições eram pelo menos tão favoráveis quanto sob os bizantinos. Moáuia tentou cunhar suas próprias moedas, mas a nova moeda foi rejeitada pelos sírios por omitir o símbolo da cruz. A única atestação epigráfica do governo de Moáuia na Síria, uma inscrição grega datada de 663 descoberta nas fontes termais de Hamate Gader perto do mar da Galileia, refere-se ao califa como Abedalá Moáuia, miramolim ("Servo de Deus Moáuia, comandante dos fiéis"; o nome do califa é precedido por uma cruz) e o credita por restaurar as instalações de banho da era romana para o benefício dos doentes. De acordo com o historiador Yizhar Hirschfeld, "por esta ação, o novo califa procurou agradar" seus súditos cristãos. O califa muitas vezes passava seus invernos em seu palácio Sinabra perto do Mar da Galileia. Moáuia também foi creditado por ordenar a restauração da igreja de Edessa depois que foi arruinada em um terremoto em 679. Ele demonstrou um grande interesse em Jerusalém. Embora faltem evidências arqueológicas, há indicações em fontes literárias medievais de que uma mesquita rudimentar no Monte do Templo existia já na época de Moáuia ou foi construída por ele.

#### Governo nas províncias
O principal desafio interno de Moáuia era supervisionar um governo baseado na Síria que pudesse reunir o califado politicamente e socialmente fraturado e afirmar autoridade sobre as tribos que formavam seus exércitos. Aplicou o governo indireto às províncias do califado, nomeando governadores com total autoridade civil e militar. Embora, em princípio, os governadores fossem obrigados a encaminhar as receitas fiscais excedentes ao califa, na prática, a maior parte do excedente foi distribuído entre as guarnições provinciais e Damasco recebeu parte insignificante. Durante o califado de Moáuia, os governadores contavam com os axerafe (chefes tribais), que serviam como intermediários entre as autoridades e os membros da tribo nas guarnições. A política de Moáuia provavelmente foi inspirada por seu pai, que utilizou sua riqueza para estabelecer alianças políticas. O califa geralmente preferia subornar seus oponentes a confronto direto. No resumo de Kennedy, Moáuia governou "fazendo acordos com aqueles que detinham o poder nas províncias, construindo o poder daqueles que estavam preparados para cooperar com ele e anexando tantas figuras importantes e influentes ao seu causa possível".

##### Iraque e o Oriente
Os desafios à autoridade central em geral, e ao governo de Moáuia em particular, foram mais agudos no Iraque, onde as divisões eram abundantes entre os axerafe arrivistas e a nascente elite muçulmana, a última das quais era ainda mais dividido entre os partidários de Ali e os carijitas. A ascensão de Moáuia sinalizou a ascensão dos axerafe cufanos representados pelos antigos apoiadores de Ali, Alaxate ibne Cais e Jarir ibne Abedalá, às custas da velha guarda de Ali representada por Hujer ibne Adi e Ibraim, filho do principal assessor de Ali, Maleque Alastar. A escolha inicial de Moáuia para governar Cufa em 661 foi Muguira ibne Xuba, que possuía considerável experiência administrativa e militar no Iraque e era altamente familiarizado com os habitantes e questões da região. Sob sua administração de quase uma década, Muguira manteve a paz na cidade, ignorou as transgressões que não ameaçavam seu governo, permitiu que os cufanos mantivessem a posse das lucrativas terras da coroa sassânida no distrito de Jibal e, ao contrário de sob as administrações anteriores pagaram de forma consistente e pontual os estipêndios da guarnição.
Em Baçorá, Moáuia renomeou seu parente Abde Xamece Abedalá ibne Amir, que havia servido no cargo sob Otomão. Durante o reinado de Moáuia, ibne Amir recomeçou as expedições no Sistão, chegando até Cabul. Foi incapaz de manter a ordem em Baçorá, onde havia crescente ressentimento em relação às campanhas distantes. Consequentemente, Moáuia substituiu ibne Amir por Ziade ibne Abii em 664 ou 665. Este último foi o mais antigo dos partidários de Ali a reter o reconhecimento do califado de Moáuia e barricou-se na fortaleza Istacre em Pérsis. Busre ameaçou executar três dos filhos de Ziade em Baçorá para forçar sua rendição, mas Ziade acabou sendo persuadido por Muguira, seu mentor, a se submeter à autoridade de Moáuia em 663. Numa etapa controversa que garantiu a lealdade do órfão Ziade, a quem o califa via como o candidato mais capaz para governar Baçorá, Moáuia o adotou como seu meio-irmão paterno, para os protestos de seu próprio filho Iázide, ibne Amir e seus parentes omíadas no Hejaz.
Após a morte de Muguira em 670, Moáuia anexou Cufa e suas dependências ao governo baçorano de Ziade, tornando-o vice-rei virtual do califa sobre a metade oriental do califado. Ziade abordou o problema econômico central do Iraque de superpopulação nas cidades de guarnição e a consequente escassez de recursos reduzindo o número de soldados nas folhas de pagamento e despachando 50 mil soldados iraquianos e suas famílias para se estabelecer no Coração. Isso também consolidou a posição árabe anteriormente fraca e instável na província mais oriental do califado e permitiu conquistas em direção a Transoxiana. Como parte de seus esforços de reorganização em Cufa, Ziade confiscou as terras da coroa de sua guarnição, que desde então se tornaram posse do califa. Oposição aos confiscos levantados por Hujer ibne Adi, cuja defesa pró-álida havia sido tolerada por Muguira, foi violentamente reprimida por Ziade. Hujer e sua comitiva foram enviados a Moáuia para punição e foram executados por ordem do califa, marcando a primeira execução política na história islâmica e servindo como prenúncio para futuras revoltas pró-álidas em Cufa.  Ziade morreu em 673 e seu filho Ubaide Alá foi nomeado gradualmente por Moáuia para todos os cargos anteriores de seu pai. Com efeito, confiando em Muguira e Ziade e seus filhos, Moáuia franqueou a administração do Iraque e do califado oriental a membros do clã de elite taquifita, que tinham laços de longa data com os coraixitas e foram instrumental na conquista do Iraque.

##### Egito
No Egito, Anre governou mais como parceiro de Moáuia do que como subordinado até sua morte em 664. Foi autorizado a reter as receitas excedentes da província. O califa ordenou a retomada dos embarques egípcios de grãos e óleo para Medina, encerrando o hiato causado pela Primeira Fitna. Após a morte de Anre, o irmão de Moáuia Utba (664–665) e um dos primeiros companheiros de Maomé, Uqueba ibne Amir (665–667), serviram sucessivamente como governadores antes de Moáuia nomear Maslama ibne Mucalade Alançari em 667. Maslama permaneceu governador durante o reinado de Moáuia, expandindo significativamente Fostate e sua mesquita e aumentando a importância da cidade em 674 ao realocar o principal estaleiro do Egito à vizinha ilha Roda de Alexandria devido à vulnerabilidade desta última aos ataques navais bizantinos.
A presença árabe no Egito foi principalmente limitada à guarnição central em Fostate e à guarnição menor em Alexandria. O influxo de tropas sírias trazidas por Anre em 658 e as tropas baçoranas enviadas por Ziade em 673 aumentou a guarnição de 15 mil homens de Fostate para 40 mil durante o reinado de Moáuia. Utba aumentou a guarnição de Alexandria para 12 mil homens e construiu uma residência do governador na cidade, cuja população grega cristã era geralmente hostil ao domínio árabe. Quando o vice de Utba em Alexandria reclamou que suas tropas eram incapazes de controlar a cidade, Moáuia destacou mais 15 mil soldados da Síria e Medina. As tropas no Egito eram muito menos rebeldes do que seus homólogos iraquianos, embora elementos na guarnição de Fostate ocasionalmente levantassem oposição às políticas de Moáuia, culminando durante o mandato de Maslama com o protesto generalizado contra a apreensão de Moáuia e atribuição de terras da coroa em Faium para seu filho Iázide, que obrigou o califa a reverter sua ordem.

##### Arábia
Embora a vingança pelo assassinato de Otomão tenha sido a base sobre a qual Moáuia reivindicou o direito ao califado, não imitou o poder de Otomão ao clã omíada nem os usou para afirmar seu próprio poder. Com pequenas exceções, os membros do clã não foram nomeados às províncias ricas nem à corte do califa, com Moáuia limitando em grande parte sua influência a Medina, a antiga capital do califado onde a maioria dos omíadas e a ex-aristocracia coraixita mais ampla permaneceu sediada. A perda do poder político deixou o omíadas de Medina ressentidos com Moáuia, que pode ter se tornado cauteloso com as ambições políticas do ramo muito maior de Abu alas do clã - ao qual Otomão pertencia - sob a liderança de Maruane ibne Aláqueme. O califa tentou enfraquecer o clã provocando divisões internas. Entre as medidas tomadas estava a substituição de Maruane do governo de Medina em 668 com outro líder omíada, Saíde ibne Alas. Este último foi instruído a demolir a casa de Maruane, mas recusou, e quando Maruane foi restaurado em 674, ele também recusou a ordem de Moáuia de demolir a casa de Saíde. Moáuia dispensou Maruane mais uma vez em 678, substituindo-o por seu próprio sobrinho, Alualide ibne Utba. Além de seu próprio clã, as relações de Moáuia com os haxemitas (o clã de Moáuia e do califa Ali), as famílias dos companheiros mais próximos de Moáuia, os outrora proeminentes maquezumitas, e os ançares era geralmente caracterizado por suspeita ou hostilidade total.
Apesar de sua mudança para Damasco, Moáuia continuou apaixonado por sua terra natal e deu a conhecer seu desejo pela "primavera em Gidá [sic], o verão em Taife, [e] o inverno em Meca". Comprou grandes extensões de terra em toda a Arábia e investiu somas consideráveis para desenvolvê-las para uso agrícola. De acordo com a tradição literária muçulmana, na planície do Arafate e no árido vale de Meca, cavou numerosos poços e canais, construiu represas e diques para proteger o solo de inundações sazonais e construiu fontes e reservatórios. Seus esforços viram extensos campos de grãos e tamareiras surgirem nos subúrbios de Meca, que permaneceram neste estado até se deteriorar durante o Califado Abássida, que começou em 750. Na região Iamama, na Arábia Central, Moáuia confiscou dos hanifitas as terras de Hadarim, onde empregou quatro mil escravos, provavelmente para cultivar seus campos. O califa ganhou posse de propriedades em e perto de Taife que, juntamente com as terras de seus irmãos Ambaça e Utba, formaram considerável conjunto de propriedades.
Uma das primeiras inscrições árabes conhecidas do reinado de Moáuia foi encontrada numa barragem de conservação do solo chamada Saiçade 32 quilômetros (20 milhas) a leste de Taife, que credita Moáuia pela construção da barragem em 677 ou 678 e pede a Deus que lhe dê vitória e força. Moáuia também é creditado como o patrono de uma segunda represa chamada Alcanaque 15 quilômetros (9,3 milhas) a leste de Medina, de acordo com uma inscrição encontrada no local. Esta é possivelmente a barragem entre Medina e as minas de ouro dos soleimitas, tribo atribuída a Moáuia pelos historiadores Alharbi (falecido em 898) e Assamudi (falecido em 1533).

#### Guerra com o Império Bizantino

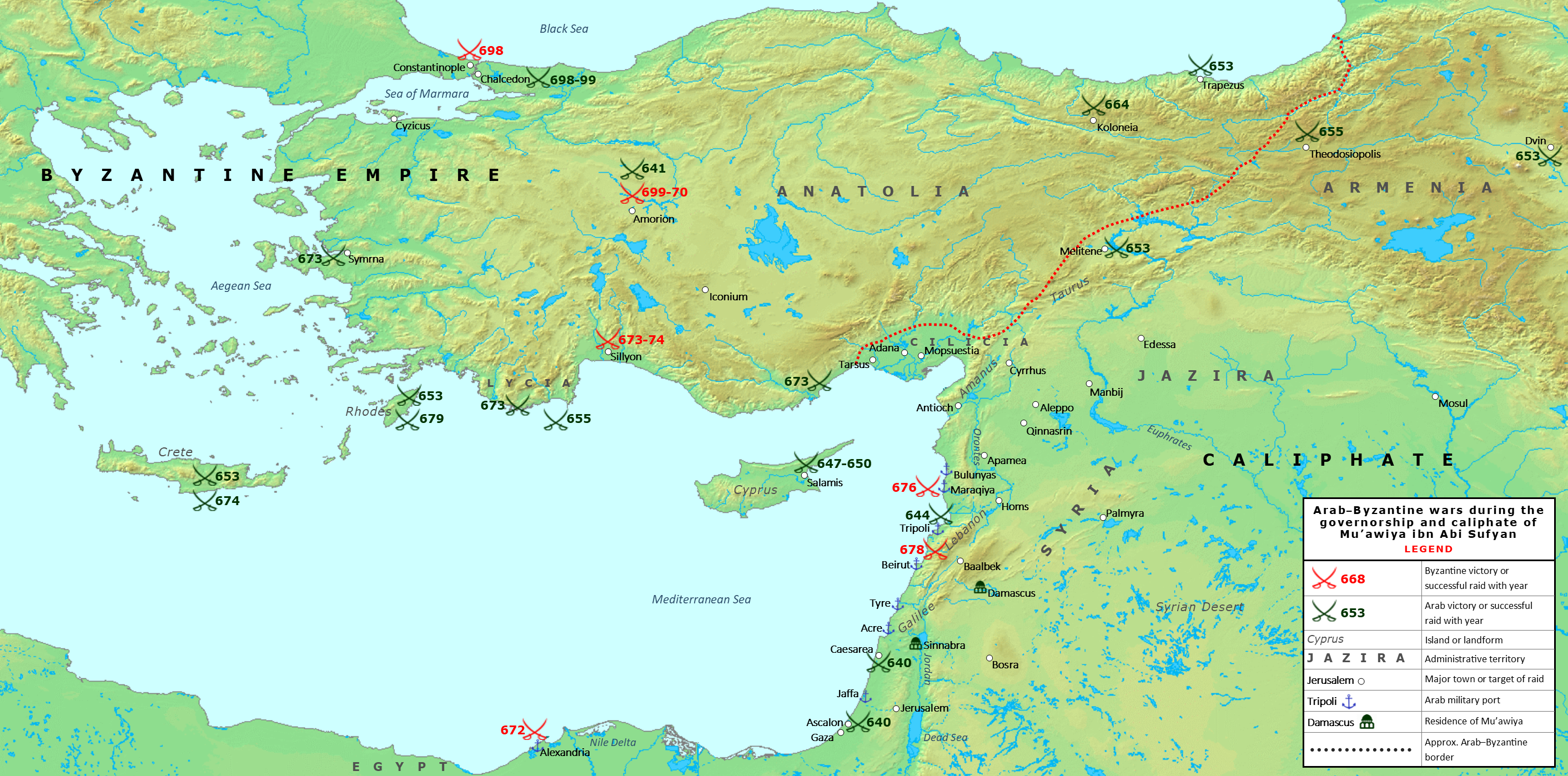
Mapa mostrando os ataques, batalhas e confrontos navais entre o Califado Omíada e o Império Bizantino durante o governo de Moáuia na Síria e seu califado r.

Moáuia possuía mais experiência pessoal do que qualquer outro califa lutando contra os bizantinos, a principal ameaça externa ao califado, e perseguiu a guerra contra o império de forma mais enérgica e contínua do que seus sucessores. A Primeira Fitna fez com que os árabes perdessem o controle sobre a Armênia aos príncipes pró-bizantinos nativos, mas em 661 Habibe ibne Maslama invadiu novamente a região. No ano seguinte, a Armênia tornou-se tributária do califado e Moáuia reconheceu o príncipe armênio Gregório I Mamicônio (r. 662–685) como seu comandante. Não muito depois da guerra civil, Moáuia quebrou a trégua com o Império Bizantino, e num período quase anual ou bianual, o califa engajava suas tropas sírias em ataques através da fronteira montanhosa da Anatólia, a zona intermediária entre o império e o califado. Pelo menos até a morte de Abederramão ibne Calide em 666, Homs serviu como o principal ponto de comando às ofensivas e, posteriormente, Antioquia também serviu a esse propósito. A maior parte das tropas lutando nas frentes da Anatólia e da Armênia vinham dos grupos tribais que chegaram da Arábia durante e após a conquista. Durante seu califado, Moáuia continuou seus esforços anteriores para reassentar e fortalecer as cidades portuárias sírias. Devido à reticência de tribos árabes em habitar as terras costeiras, em 663 Moáuia moveu civis persas e pessoal que havia anteriormente estabelecido no interior da Síria para Acre e Tiro, e transferiu açauiras, soldados persas de elite, de Cufa e Baçorá à guarnição em Antioquia. Alguns anos depois, Moáuia estabeleceu Apameia com cinco mil eslavos que desertaram do bizantinos durante uma das campanhas de suas forças na Anatólia.
Com base nas histórias de Atabari (m. 923) e Agápio de Hierápolis (m. 941), o primeiro ataque do califado de Moáuia ocorreu em 662 ou 663, durante o qual suas forças infligiram pesada derrota para um exército bizantino com numerosos patrícios mortos. No ano seguinte, um ataque liderado por Busre alcançou Constantinopla e em 664 ou 665, Abederramão ibne Calide invadiu Coloneia no nordeste da Anatólia. No final da década de 660, as forças de Moáuia atacaram Antioquia da Pisídia ou Antioquia da Isáuria. Após a morte de Constante II em julho de 668, Moáuia supervisionou uma política cada vez mais agressiva de guerra naval contra os bizantinos. De acordo com as primeiras fontes muçulmanas, os ataques contra os bizantinos atingiram o pico entre 668 e 669. Em cada um desses anos ocorreram seis campanhas terrestres e uma grande campanha naval, a primeira por uma frota egípcia e medinesa e a segunda por uma frota egípcia e síria. O ponto culminante das campanhas foi um ataque a Constantinopla, mas as cronologias das fontes árabes, siríacas e bizantinas são contraditórias. A visão tradicional dos historiadores modernos é de um grande série de ataques navais contra Constantinopla em c. 674–678, baseado na história do cronista bizantino Teófanes, o Confessor (falecido em 818).
No entanto, a datação e a própria historicidade dessa visão foram contestadas; o estudioso de Oxford James Howard-Johnston considera que nenhum cerco de Constantinopla ocorreu e que a história foi inspirada pelo cerco real uma geração depois. O historiador Marek Jankowiak, por outro lado, numa reconstrução revisionista dos eventos baseada nas fontes árabes e siríacas, afirma que o ataque ocorreu antes do relatado por Teófanes, e que a multiplicidade de campanhas que foram relatadas durante 668-669 representou os esforços coordenados de Moáuia para conquistar a capital bizantina. Atabari relata que o filho de Moáuia, Iázide, liderou uma campanha contra Constantinopla em 669 e ibne Abde Aláqueme relata que as marinhas egípcia e síria se juntaram ao ataque, lideradas por Uqueba ibne Amir e Fadala ibne Ubaide respectivamente. De acordo com Jankowiak, Moáuia provavelmente ordenou a invasão durante uma oportunidade apresentada pela rebelião do general armênio bizantino Sabório, que formou um pacto com o califa, na primavera de 667. O califa despachou um exército sob o comando de Fadala, mas antes que os armênios se juntassem a ele, Sabório morreu. Moáuia então enviou reforços liderados por Iázide, que liderou a invasão do exército árabe no verão. Uma frota árabe alcançou o mar de Mármara no outono, enquanto Iázide e Fadala, tendo invadido a Calcedônia durante o inverno, sitiaram Constantinopla na primavera de 668, mas devido à fome e doenças, levantaram o cerco no final de junho. Os árabes continuaram suas campanhas nas proximidades de Constantinopla antes de se retirarem à Síria, provavelmente no final de 669.
Em 669, a marinha de Moáuia invadiu até a Sicília. No ano seguinte, a fortificação em larga escala de Alexandria foi concluída. Enquanto as histórias de Atabari e Albaladuri relatam que as forças de Moáuia capturaram Rodes em 672–674 e colonizaram a ilha por sete anos antes de se retirar durante o reinado de Iázide I, o historiador moderno Clifford Edmund Bosworth lança dúvidas sobre esses eventos e afirma que a ilha só foi invadida pelo tenente de Moáuia Junada ibne Abi Omaia Alazedi em 679 ou 680. Sob o imperador Constantino IV (r. 668–685), os bizantinos iniciaram uma contraofensiva contra o califado, primeiro invadindo o Egito em 672 ou 673, enquanto no inverno de 673, o almirante de Moáuia, Abedalá ibne Cais liderou grande frota que invadiu Esmirna e as costas da Cilícia e da Lícia. Os bizantinos conseguiram grande vitória contra um exército árabe e uma frota liderada por Sufiane ibne Aufe, possivelmente em Silião, em 673 ou 674. No ano seguinte, Abedalá ibne Cais e Fadala desembarcaram em Creta e em 675 ou 676, uma frota bizantina atacou Maracleia, matando o governador de Homs.
Em 677, 678 ou 679, de acordo com Teófanes, Moáuia buscou a paz com Constantino IV, possivelmente como resultado da destruição de sua frota ou implantação dos mardaítas pelos bizantinos no litoral sírio durante esse tempo. Um tratado de trinta anos foi concluído, obrigando o califado a pagar um tributo anual de três mil moedas de ouro, 50 cavalos e 30 escravos e retirar suas tropas das bases avançadas que havia ocupado na costa bizantina. Mas outras fontes bizantinas e islâmicas não fazem menção a este tratado. Embora os muçulmanos não obtiveram ganhos territoriais permanentes na Anatólia durante a carreira de Moáuia, os frequentes ataques forneceram às tropas sírias de Moáuia espólios de guerra e tributos, o que ajudou a garantir sua lealdade contínua e aprimorou suas habilidades de combate. Além disso, o prestígio de Moáuia aumentou e os bizantinos foram impedidos de qualquer campanha combinada contra a Síria.

##### Conquista do centro do Norte da África
Embora os árabes não tivessem avançado além da Cirenaica desde a década de 640, além de ataques periódicos, as expedições contra o Exarcado da África foram renovadas durante o reinado de Moáuia. Em 665 ou 666, ibne Hudaije liderou um exército que invadiu Bizacena (distrito ao sul da África bizantina) e Gabes e capturou temporariamente Bizerta antes de se retirar ao Egito. No ano seguinte, Moáuia despachou Fadala e Ruaifi ibne Tabite para invadir a ilha comercialmente valiosa de Jerba. Enquanto isso, em 662 ou 667, Uqueba ibne Nafi, um comandante coraixita que desempenhou papel fundamental na captura da Cirenaica pelos árabes em 641, reafirmou a influência muçulmana na região de Fezã, capturando o oásis de Zuila e a capital dos garamantes em Germa. Ele pode ter invadido tão ao sul como Cauar, no atual Níger.
A luta pela sucessão de Constantino IV afastou o foco bizantino da frente africana. Em 670, Moáuia nomeou Uqueba como vice-governador do Egito sobre as terras do norte da África sob controle árabe a oeste do Egito. À frente de uma força de 10 mil homens, Uqueba iniciou sua expedição contra os territórios a oeste da Cirenaica. À medida que avançava, seu exército foi acompanhado pelos islamizados berberes leuatas e suas forças combinadas conquistaram Gadamés, Gafsa e Jeride. Na última região, estabeleceu uma cidade de guarnição árabe permanente chamada Cairuão, a uma distância relativamente segura de Cartago e das áreas costeiras, que permaneceram sob controle bizantino, para servir como base para novas expedições. Também ajudou nos esforços de conversão muçulmana entre as tribos berberes que dominavam a paisagem circundante.
Moáuia demitiu Uqueba em 673, provavelmente preocupado com a possibilidade de formar uma base de poder independente nas regiões lucrativas que havia conquistado. A nova província árabe, Ifríquia (atual Tunísia), permaneceu subordinada ao governador do Egito, que enviou seu maula (liberto muçulmano não árabe) Abu Almuajir Dinar para substituir Uqueba, que foi preso e transferido à custódia de Moáuia em Damasco. Abu Almuajir continuou as campanhas para o oeste até Tremecém e derrotou o chefe berbere auraba Kusaila, que posteriormente abraçou o Islão e juntou suas forças. Em 678, um tratado entre árabes e bizantinos cedeu Bizacena ao califado, enquanto forçava os árabes a se retirarem das partes do norte da província. Após a morte de Moáuia, seu sucessor Iázide renomeou Uqueba, Kusaila desertou e uma aliança bizantino-berbere acabou com o controle árabe sobre a Ifríquia, que não foi restabelecido até o reinado do califa Abedal Maleque ibne Maruane (r. 685–705).

#### Nomeação de Iázide como sucessor
Num movimento sem precedentes na política islâmica, Moáuia nomeou o seu próprio filho, Iázide, como seu sucessor. O califa provavelmente manteve ambições à sucessão do seu filho durante um período considerável. Em 666, supostamente envenenou seu governador em Homs, Abederramão ibne Calide, para removê-lo como um rival em potencial de Iázide. Os árabes sírios, com quem Abederramão ibne Calide era popular, viam o governador como o sucessor mais adequado do califa devido ao seu histórico militar e descendência de Calide ibne Alualide.
Foi somente na segunda metade de seu reinado que Moáuia declarou publicamente Iázide como herdeiro aparente, embora as primeiras fontes muçulmanas ofereçam detalhes divergentes sobre o momento e a localização dos eventos relacionados à decisão. Os relatos de Almadaini (752–843) e ibne Alatir (1160–1232) concordam que Almuguira foi o primeiro a sugerir que Iázide fosse reconhecido como o sucessor de Moáuia e que Ziade apoiou a nomeação com a ressalva de que Iázide abandonasse atividades ímpias que poderiam despertar oposição do governo muçulmano. De acordo com Tabari, Moáuia anunciou publicamente sua decisão em 675 ou 676 e exigiu juramentos de lealdade a Iázide. Somente ibne Alatir relata que delegações de todas as províncias foram convocadas a Damasco, onde Moáuia deu-lhes uma palestra sobre seus direitos como governante, seus deveres como súditos e as qualidades dignas de Iázide, o que foi seguido pelos apelos de Adaaque ibne Cais e outros cortesãos para que Iázide fosse reconhecido como o sucessor do califa. Os delegados deram seu apoio, com exceção do nobre sênior baçorano Alanafe ibne Cais, que acabou sendo subornado para obedecer. Almaçudi (896–956) e Tabari não mencionam delegações provinciais além de uma embaixada baçorana liderada por Ubaide Alá ibne Ziade em 678–679 ou 679–680, respectivamente, que reconheceu Iázide.
De acordo com Hinds, além da nobreza, idade e bom senso de Iázide, "o mais importante de tudo" era sua ligação com Calbe. A confederação cudaíta liderada por Calbe foi a base do governo sufiânida e a sucessão de Iázide sinalizou a continuação desta aliança. Ao nomear Iázide, filho da calbita Maiçum, Moáuia ignorou seu filho mais velho, Abedalá, de sua esposa coraixita Faquita. Embora o apoio dos calbitas e dos cudaítas fosse garantido, Moáuia exortou Iázide a ampliar sua base de apoio tribal na Síria. Como os caicitas eram o elemento predominante nos exércitos da fronteira norte, a nomeação de Iázide por Moáuia para liderar os esforços de guerra com o Império Bizantino pode ter servido para promover o apoio caicita à sua nomeação. Os esforços de Moáuia para esse fim não foram totalmente bem-sucedidos, conforme refletido numa frase de um poeta caicita: "nunca prestaremos lealdade ao filho de uma mulher calbita [isto é, Iázide]".
Em Medina, os parentes distantes de Moáuia, Maruane ibne Aláqueme, Saíde ibne Alas e ibne Amir, aceitaram a ordem de sucessão de Moáuia, embora com desaprovação. Muitos dos opositores da ordem de Moáuia no Iraque e entre os omíadas e coraixitas do Hejaz foram finalmente ameaçados ou subornados para serem aceitos. A oposição principal restante emanou de Huçaim ibne Ali, Abedalá ibne Zobair, Abedalá ibne Omar e Abederramão ibne Abi Becre, todos filhos proeminentes de califas anteriores baseados em Medina ou companheiros próximos de Maomé. Como possuíam as reivindicações mais próximas do califado, Moáuia estava determinado a obter o seu reconhecimento. De acordo com o historiador Auana ibne Aláqueme (falecido em 764), antes de sua morte, Moáuia ordenou que certas medidas fossem tomadas contra eles, confiando essas tarefas a seus leais Adaaque ibne Cais e Muslim ibne Uqueba.

### Morte
Moáuia morreu de uma doença em Damasco, no Rajabe de 60 AH (abril ou maio de 680), por volta dos 80 anos de idade. Os relatos medievais variam em relação à data específica de sua morte, com Hixame ibne Alcalbi (falecido em 819) colocando-a em 7 de abril, Aluaquidi em 21 de abril e Almadaini em 29 de abril. Iázide, que estava longe de Damasco no momento da morte de seu pai, é considerado por Abu Miquenafe (falecido em 774) como tendo sucedido em 7 de abril, enquanto o cronista nestoriano Elias de Nísibis (falecido em 1046) diz que ocorreu em 21 de abril. Em seu último testamento, Moáuia disse à sua família "Tema a Deus, Todo-Poderoso e Grande, por Deus, louve-O, protege quem O teme, e não há protetor para quem não teme a Deus". Foi enterrado próximo ao portão Babe Açaguir da cidade e as orações fúnebres foram lideradas por Adaaque ibne Cais, que lamentou Moáuia como o "bastão dos árabes e a lâmina dos árabes, por meio de quem Deus, Todo-Poderoso e Grande, eliminou os conflitos, a quem Ele tornou soberano sobre a humanidade, por meio da qual conquistou países, mas agora morreu". O túmulo de Moáuia foi local de visitação até o século X. Almaçudi afirma que um mausoléu foi construído sobre o túmulo e estava aberto à visitação às segundas e quintas-feiras. Ibne Tagribirdi afirma que Amade ibne Tulune, o governante autônomo do Egito e da Síria do
século IX, ergueu uma estrutura no túmulo em 883 ou 884 e contratou membros do público para recitar regularmente o Alcorão e acenda velas ao redor da tumba.

## Avaliação e legado
Como Otomão, Moáuia adotou o título califate Alá ('deputado de Deus'), em vez de califate raçul Alá ('deputado do mensageiro de Deus'), o título usado pelos outros califas que o precederam. O título pode ter implicado autoridade política, bem como religiosa e sanção divina. Baladuri relata que ele disse: "A terra pertence a Deus e eu sou o deputado de Deus". Apesar das conotações absolutistas que o título pode ter tido, Moáuia evidentemente não impôs esta autoridade religiosa. Em vez disso, governou indiretamente como um chefe supratribal usando alianças com axerafes provinciais, suas habilidades pessoais, poder de persuasão e inteligência. Além de sua guerra com Ali, não implantou suas tropas sírias internamente e muitas vezes usou presentes monetários como ferramenta para evitar conflitos. Na avaliação de Julius Wellhausen, Moáuia era um diplomata talentoso, "permitindo que os assuntos amadurecessem por si mesmos, e só de vez em quando ajudando seu progresso". Ele afirma ainda que Moáuia tinha a capacidade de identificar e empregar os homens mais talentosos ao seu serviço e fazer com que até mesmo aqueles em quem ele desconfiava trabalhassem para ele.
Na opinião da historiadora Patricia Crone, o governo bem-sucedido de Moáuia foi facilitado pela composição tribal da Síria. Lá, os árabes que formavam sua base de apoio estavam distribuídos pelo interior e eram dominados por uma única confederação, a cudaíta. Isto contrastava com o Iraque e o Egito, onde a composição tribal diversificada das cidades-guarnição significava que o governo não tinha uma base de apoio coesa e tinha de criar um equilíbrio delicado entre os grupos tribais opostos. Tal como evidenciado pela desintegração da aliança iraquiana de Ali, a manutenção deste equilíbrio era insustentável. Na sua opinião, o aproveitamento de Moáuia das circunstâncias tribais na Síria impediu a dissolução do califado na guerra civil. Nas palavras do orientalista Martin Hinds, o sucesso do estilo de governança de Moáuia é "atestado pelo fato de que ele conseguiu manter seu reino unido sem nunca ter que recorrer ao uso de suas tropas sírias".
No longo prazo, o sistema de Moáuia revelou-se precário e inviável. A dependência das relações pessoais significava que o seu governo dependia de pagar e agradar aos seus agentes em vez de comandá-los. Isso criou um "sistema de indulgência", de acordo com Crone. Os governadores tornaram-se cada vez mais irresponsáveis e acumularam riqueza pessoal. O equilíbrio tribal no qual confiava era inseguro e uma ligeira flutuação levaria ao partidarismo e lutas internas. Quando Iázide se tornou califa, ele continuou o modelo de seu pai. Por mais controversa que tenha sido sua nomeação, teve que enfrentar as rebeliões de Huceine e ibne Azubair. Embora tenha conseguido derrotá-los com a ajuda de seus governadores e do exército sírio, o sistema se fraturou assim que morreu em novembro de 683. Os axerafes provinciais desertaram para ibne Azubair, assim como o fez as tribos caicitas, que migraram à Síria durante o reinado de Moáuia e se opuseram à confederação cudaíta, sobre a qual repousava o poder sufiânida. Em questão de meses, a autoridade do sucessor de Iázide, Moáuia II, ficou restrita a Damasco e seus arredores. Embora os omíadas, apoiados pelos cudaítas, tenham conseguido reconquistar o califado após a Segunda Guerra Civil de uma década, foi sob a liderança de Maruane, fundador da nova casa governante omíada, o maruânidas e seu filho Abedal Maleque. Tendo percebido a fraqueza do modelo de Moáuia e a falta de sua habilidade política, os maruânidas abandonaram seu sistema em favor de um modelo de governança mais tradicional onde o califa era a autoridade central. No entanto, a sucessão hereditária introduzida por Moáuia tornou-se uma característica permanente de muitos dos governos muçulmanos que se seguiram.
Kennedy vê a preservação da unidade do califado como a maior conquista de Moáuia. Expressando ponto de vista semelhante, o biógrafo de Moáuia, R. Stephen Humphreys, afirma que embora manter a integridade do califado teria sido uma conquista por si só, Moáuia pretendia continuar vigorosamente as conquistas iniciadas por Abacar e Omar. Ao criar uma marinha formidável, fez do califado a força dominante no Mediterrâneo oriental e no Egeu. O controle do nordeste do Irã foi garantido e a fronteira do califado foi expandida no Norte da África. Madelung considera Moáuia um corruptor do cargo califal, sob o qual a precedência no Islã (sabica), que foi o fator determinante na escolha dos califas anteriores, deu lugar ao poder da espada, o povo tornou-se seu súdito e ele se tornou o "senhor absoluto de sua vida e morte". Ele estrangulou o espírito comunitário do Islã e usou a religião como uma ferramenta de "controle social, exploração e terrorismo militar".
Moáuia foi o primeiro califa cujo nome apareceu em moedas inscrições ou documentos do nascente Império Islâmico. As inscrições de seu reinado não tinham qualquer referência explícita ao Islã ou Maomé e os únicos títulos que aparecem são ‘servo de Deus’ e ‘comandante dos fiéis’. Isso levou alguns historiadores modernos a questionar o compromisso de Moáuia com o Islã. Propuseram que ele aderiu a uma forma não-confessional ou indeterminada de monoteísmo, ou pode ter sido cristão. Afirmando que os primeiros muçulmanos não viam a sua fé como diferente de outras religiões monoteístas, estes historiadores veem os primeiros califas baseados em Medina na mesma linha, mas não existem proclamações públicas do seu período. Por outro lado, o historiador Robert Hoyland observa que Moáuia lançou um grande desafio islâmico ao imperador bizantino Constante II ao "negar [a divindade de] Jesus e voltar-se para o Grande Deus que eu adoro, o Deus de nosso pai Abraão" e especula que a visita de Moáuia a locais cristãos em Jerusalém foi feita para demonstrar "o fato de que ele, e não o imperador bizantino, era agora o representante de Deus na terra".

### Tradição histórica precoce
As histórias muçulmanas sobreviventes originaram-se no Iraque da Era Abássida. Os compiladores, os narradores de quem as histórias foram coletadas e o sentimento público geral no Iraque eram hostis aos omíadas centrados na Síria, sob os quais a Síria era uma província privilegiada e o Iraque era localmente visto como colônia síria. Além disso, os abássidas, tendo derrubado os omíadas em 750, viam-nos como governantes ilegítimos e mancharam ainda mais a sua memória para aumentar a sua própria legitimidade. Califas abássidas como Açafá, Almamune e Almutadide condenaram publicamente Moáuia e outros califas omíadas. Como tal, a tradição histórica muçulmana é em geral antiomíada. No entanto, no caso de Moáuia, ela o retrata de uma forma relativamente equilibrada.
Por um lado, retrata-o como um governante de sucesso que implementou sua vontade com persuasão em vez de força. Enfatiza sua qualidade de hilm, o que no caso dele significava mansidão, lentidão à raiva, sutileza e gerenciamento das pessoas percebendo suas necessidades e desejos. A tradição histórica está repleta de anedotas sobre sua perspicácia política e autocontrole. Numa dessas anedotas, quando questionado sobre permitir que um de seus cortesãos se dirigisse a ele com arrogância, comentou:
Eu não me insiro entre o povo e sua língua, desde que eles não se insiram entre nós e nossa soberania.
A tradição apresenta-o operando como um xeique tribal tradicional que carece de autoridade absoluta; convocar delegações (ufude) de chefes tribais e persuadi-los com bajulação, argumentos e presentes. Isto é exemplificado num ditado que lhe é atribuído: “Nunca uso a minha voz se posso usar o meu dinheiro, nunca o meu chicote se posso usar a minha voz, nunca a minha espada se posso usar o meu chicote; mas, se tiver de usar minha espada, eu irei."
Por outro lado, a tradição também o retrata como um déspota que perverteu o califado em realeza. Nas palavras de Iacubi (falecido em 898):
[Moáuia] foi o primeiro a ter guarda-costas, força policial e camareiros ... Fez alguém andar na frente dele com uma lança, tirou esmolas dos estipêndios e sentou-se num trono com o pessoas abaixo dele... Usou trabalho forçado em seus projetos de construção... Foi o primeiro a transformar este assunto [o califado] em mero reinado.
Albaladuri o chama de Cosroes dos árabes (Quisra Alárabe). 'Cosroes' foi usado pelos árabes como uma referência aos monarcas persas sassânidas em geral, que os árabes associavam ao esplendor mundano e ao autoritarismo, em oposição à humildade de Maomé. Moáuia foi comparado a esses monarcas principalmente porque nomeou seu filho Iázide como o próximo califa, o que foi visto como uma violação do princípio islâmico de xura e uma introdução de governo dinástico no mesmo nível dos bizantinos e sassânidas. Afirma-se que a guerra civil que eclodiu após a morte de Moáuia foi consequência direta da nomeação de Iázide. Na tradição islâmica, Moáuia e os omíadas receberam o título de maleque (rei) em vez de califa, embora os abássidas seguintes sejam reconhecidos como califas.
As fontes não muçulmanas contemporâneas geralmente apresentam uma imagem benigna de Moáuia. O historiador grego Teófanes, o Confessor o chama de protosímbolo, 'primeiro entre iguais'. De acordo com Kennedy, o cronista cristão nestoriano João bar Pencaie escrevendo na década de 690 "não tenho nada além de elogios ao primeiro califa omíada ... de cujo reinado diz 'a paz em todo o mundo era tal que nunca ouvimos, nem de nossos pais ou de nossos avós, ou vimos que alguma vez houve algo assim".

### Visão islâmica
Em contraste com os quatro califas anteriores, que são considerados modelos de piedade e governaram com justiça, Moáuia não é reconhecido como califa bem guiado (califa raxide) pelos sunitas. É visto como alguém que transformou o califado numa realeza mundana e despótica. Sua aquisição do califado por meio da guerra civil e sua instituição da sucessão hereditária ao nomear seu filho Iázide como herdeiro aparente são as principais acusações feitas contra ele. Embora Otomão e Ali tenham sido altamente controverso durante o período inicial, os estudiosos religiosos nos séculos VIII e IX se comprometeram a fim de apaziguar e absorver as facções otomânida e pró-álida. Otomão e Ali foram, portanto, considerados, juntamente com os dois primeiros califas, como divinamente guiados, enquanto Moáuia e aqueles que vieram depois dele foram vistos como tiranos opressores. No entanto, os sunitas concedem-lhe o estatuto de companheiro de Maomé e consideram-no um escriba da revelação do Alcorão (catibe aluai). Por esses motivos, também é respeitado. Alguns sunitas defendem sua guerra contra Ali sustentando que, embora estivesse errado, agiu de acordo com seu melhor julgamento e não teve más intenções.
A guerra de Moáuia com Ali, a quem os xiitas consideram o verdadeiro sucessor de Maomé, fez dele uma figura insultada no islão xiita. De acordo com os xiitas, com base apenas nisso, Moáuia se qualifica como incrédulo, se fosse um crente, para começar. Além disso, é considerado responsável pelo assassinato de vários companheiros de Maomé em Sifim, tendo ordenado a maldição de Ali do púlpito, nomeando Iázide como seu sucessor, que matou Huceine em Carbala, executando o nobre pró-álidas cufanos Hujer ibne Adi, e assassinando Haçane por envenenamento. Como tal, tem sido alvo específico das tradições xiitas. Algumas tradições afirmam que nasceu de um relacionamento ilegítimo entre a esposa de Abu Sufiane, Hinde, e o tio de Maomé Abas. Sua conversão ao islã é considerada desprovida de qualquer convicção e motivada por conveniência depois que Maomé conquistou Meca. Com base nisso, recebe o título de tálique (escravo liberto de Maomé). Vários hádices são atribuídos a Maomé condenando Moáuia e seu pai Abu Sufiane, nos quais é chamado de "um homem amaldiçoado (laim), filho de um homem amaldiçoado" e profetizando que irá morrer como incrédulo. Ao contrário dos sunitas, os xiitas negam-lhe o estatuto de companheiro e também refutam as afirmações sunitas que era um escriba da revelação do Alcorão. Como outros oponentes de Ali, Moáuia é amaldiçoado em um ritual chamado tabarra, que é considerado uma obrigação por muitos xiitas.
Em meio ao aumento do sectarismo religioso entre os muçulmanos no século X, enquanto o Califado Abássida era dominado pelos emires xiitas duodecimanos dos buídas, a figura de Moáuia tornou-se ferramenta de propaganda usada pelos xiitas e pelos sunitas que se opuseram a eles. Fortes sentimentos pró-Moáuia foram expressos pelos sunitas em várias cidades abássidas, incluindo Baguedade, Uacite, Raca e Ispaã. Quase ao mesmo tempo, os xiitas foram autorizados pelos buídas e pelos califas abássidas sunitas a realizar o ritual de maldição de Moáuia nas mesquitas. No Egito dos séculos X-XI, a figura de Moáuia ocasionalmente desempenhou papel semelhante, com os califas fatímidas do xiismo ismaelita introduzindo medidas opostas à memória de Moáuia e oponentes do governo usando-o como ferramenta para repreender os xiitas.